# Электростанция

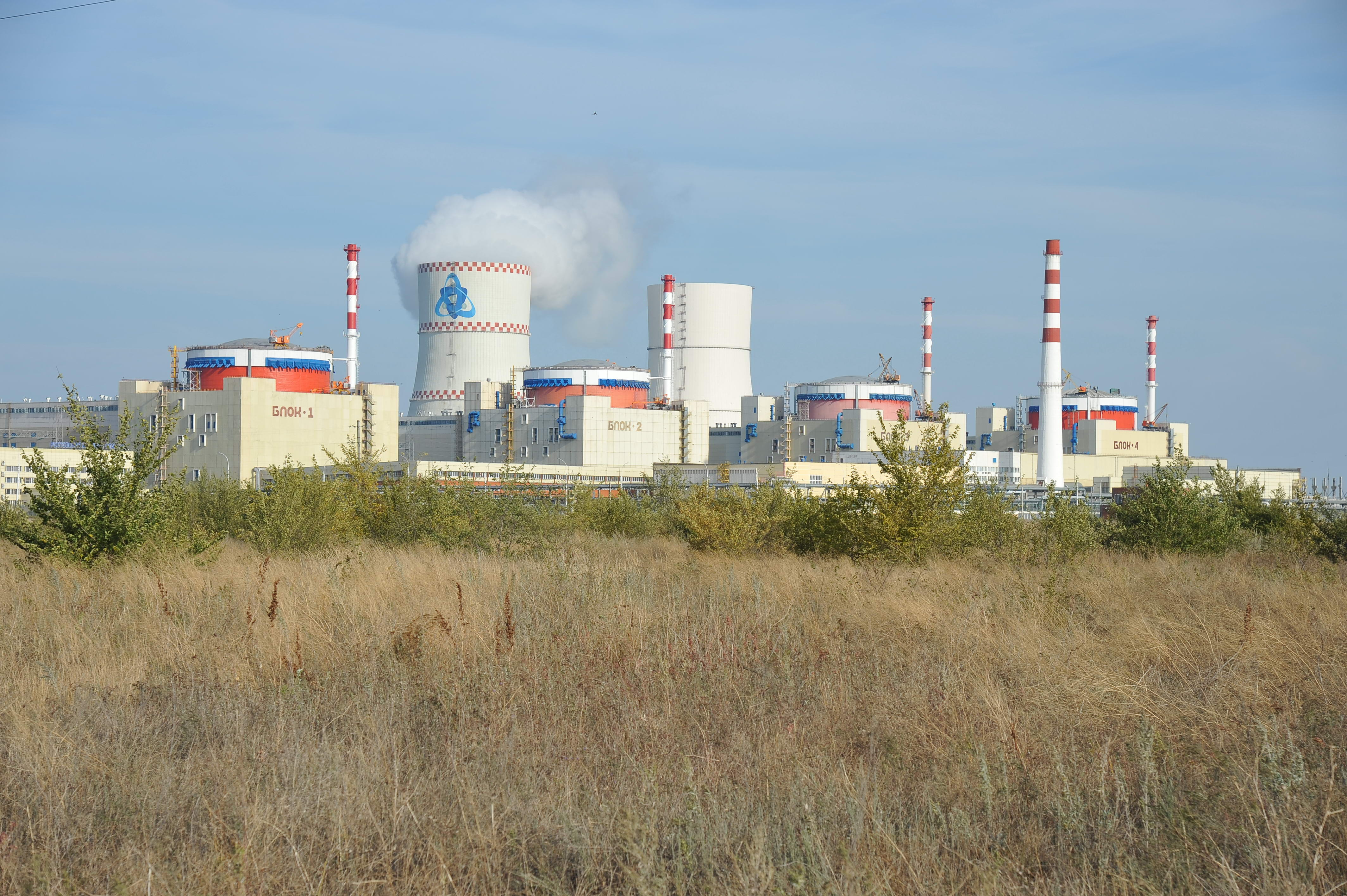
Ростовская АЭС

Электри́ческая ста́нция или электроста́нция — комплекс оборудования (в случае стационарного размещения — и сооружений) для производства электроэнергии.
В основе работы большинства современных электростанций лежит преобразование энергии источников в механическую энергию, которая затем в электрических генераторах преобразуется в электроэнергию и подаётся в электрическую сеть.
Источники энергии, используемые для приведения генераторов во вращение, могут быть самыми разнообразными. Большинство электростанций в мире для выработки электроэнергии сжигают ископаемое топливо, такое как уголь, нефть и природный газ. К низкоуглеродным источникам энергии относятся ядерные реакции и возобновляемые источники.

## Общие сведения
Наибольшее распространение имеют тепловые электростанции (ТЭС). Основными агрегатами ТЭС, преобразующими тепловую энергию горения топлива в электрическую, являются паротурбинные установки, газотурбинные установки, двигатели внутреннего сгорания, а также их комбинации.
В 50-х годах XX века появился новый тип электростанций — атомные (АЭС), использующие тепловую энергию, получаемую в реакторе за счёт поддержания цепной ядерной реакции деления ядерного топлива, главным образом, урана 235U, 238U и плутония 239Pu. Дальнейшее преобразование тепловой энергии, выделившейся в ядерном реакторе, происходит аналогично ТЭС в паротурбинной установке. На основании данных Международного агентства по атомной энергии и Всемирной ядерной ассоциации
доля мировой выработки электроэнергии на АЭС приближается к 11 %. Несмотря на то, что до сих пор полностью не разрешены вопросы размещения, переработки и захоронения ядерных отходов, а также возможного ущерба, наносимого окружающей среде авариями или нештатными ситуациями при работе АЭС, эксплуатация данного типа электростанций является относительно чистой и спасает нашу планету от выбросов большого количества парниковых газов. Согласно отчёту Мирового энергетического совета (МИРЭС) за 2020 г., атомная энергия играет важную роль в энергетике Европы и признаётся как перспективная составная часть безуглеродной энергетики.

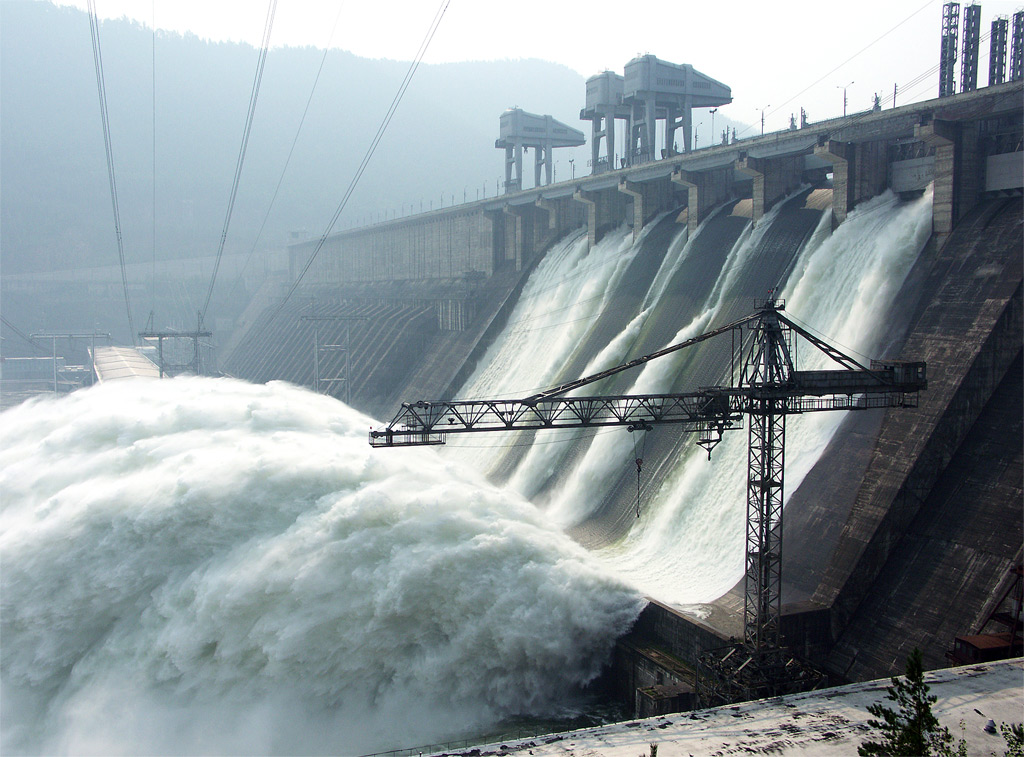
Плотина Красноярской ГЭС

Большое значение имеют гидравлические электростанции (ГЭС), использующие энергию падения водяных потоков и вырабатывающие в настоящее время до 21 % всей электроэнергии. Преобразование энергии на ГЭС имеет то преимущество, что материальный носитель энергии — вода не уничтожается подобно органическому топливу, а сохраняется в природе. ГЭС требуют больших капитальных затрат на гидротехнические сооружения (высокие плотины и пр.), но небольших эксплуатационных расходов. Электроэнергия, вырабатываемая на ГЭС, является наиболее дешёвой.
Кроме электростанций, указанных выше и обычно относимых к «традиционным», существует большое разнообразие электростанций, использующих для получения электроэнергии возобновляемые источники энергии. Например, электростанции, использующие энергию ветровых потоков — ветровые электростанции; солнечного излучения — гелиоэлектрические, или солнечные электростанции (СЭС); приливов и отливов океанической воды — приливные электростанции (ПЭС); тепловую энергию подземных термальных вод — геотермальные электростанции (ГеоТЭС); разность температур воды на поверхности и в глубине океана и другие.

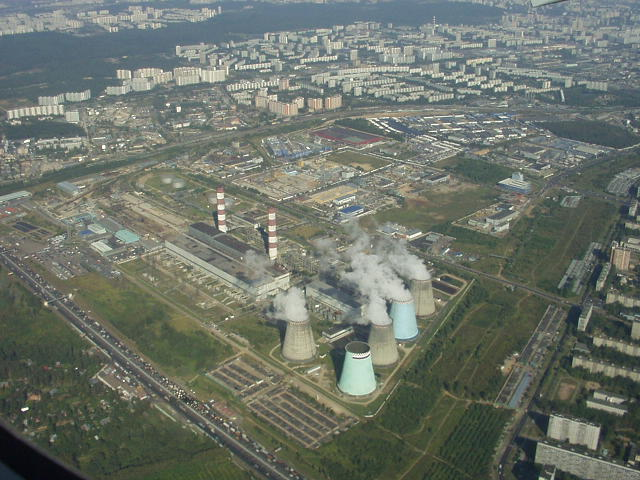
ТЭЦ-26 «Южная» в Москве

На некоторых типах электростанций электроэнергия является не единственным видом производимой энергии. На ТЭС может применяться когенерация, или теплофикация, то есть совместная выработка тепловой и электрической энергии в теплофикационных паровых турбинах, обладающих одним или несколькими регулируемыми отборами пара, направляемого в сетевые бойлеры для нагрева сетевой воды для нужд отопления, или в турбинах с производственным отбором пара для технологических нужд расположенного рядом промышленного предприятия. Тепловые электростанции с такими турбинами получили название теплоэлектроцентралей (ТЭЦ).
Также существуют установки непосредственного преобразования энергии в электрическую, например, МГД-генератор, фотоэлектрические преобразователи и пр.

## История

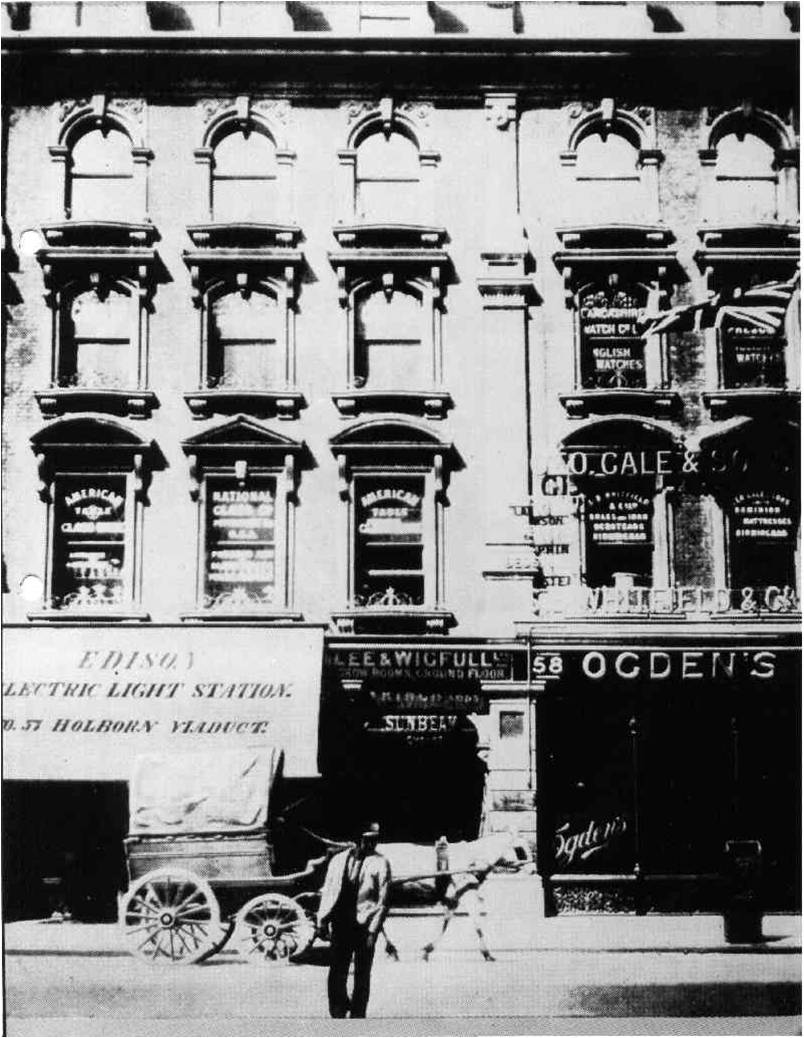
Электрическая осветительная станция Эдисона, Лондон, Англия — первая в мире общественная угольная электростанция, построенная по проекту Томаса Эдисона в 1882 г.

С начала XVIII в. на заводах и фабриках начинают использоваться поршневые паровые машины, в дальнейшем существенно улучшенные шотландским инженером-изобретателем Джеймсом Уаттом. Изобретение в 1871 г. обмотки якорей динамоэлектрических машин бельгийцем Зенобом Теофилом Граммом дало начало промышленному получению электрического тока.
Первой электростанцией стала гидроэлектростанция, спроектированная и построенная в 1878 г. английским инженером, бароном Уильямом Армстронгом в своём поместье Крэгсайд, Англия. Она использовала воду из озера и приводила во вращение динамо-машину фирмы Siemens. Вырабатываемое электричество применялось для освещения, отопления, горячего водоснабжения, работы подъёмной машины и различных хозяйственно-бытовых механизмов.

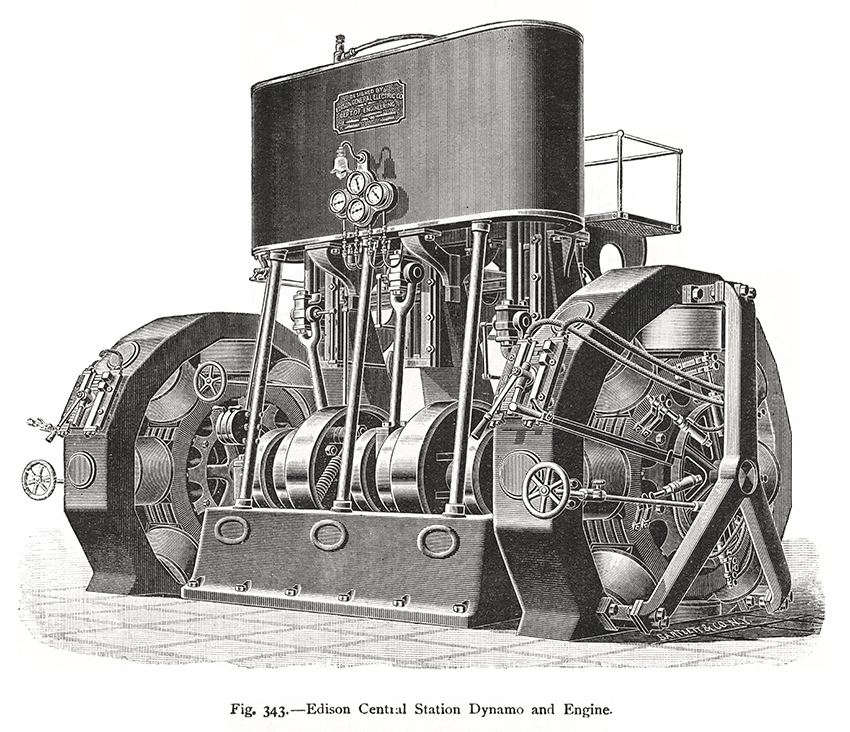
Динамо-машина и паровой двигатель, установленные в здании General Electric Company, Нью-Йорк, 1895 г.

Осенью 1881 г. в городе Годалминг, Англия была построена центральная электростанция, обеспечивающая работу уличной осветительной сети. Это случилось после того, как городские власти не смогли прийти к соглашению с газовой компанией по цене контракта на освещение города. В этот момент в городе проходила выставка системы освещения от фирмы Calder & Barrett, которая предложила свои услуги по более низкой цене. Почётный гражданин города, мистер Пульман, владелец кожевенной фабрики R. & J. Pullman предоставил одну из двух своих водяных мельниц на реке Вэй для размещения электрической машины. Генератор переменного тока с отдельным возбудителем постоянного тока снабжал электричеством 7 дуговых ламп, соединённых последовательно, и 40 ламп накаливания конструкции Джозефа Суона, соединённых в отдельную сеть параллельно. Установка оказалась коммерчески невыгодной и была передана в управление фирме Siemens Brothers, а потом и вовсе закрыта в 1884 году.

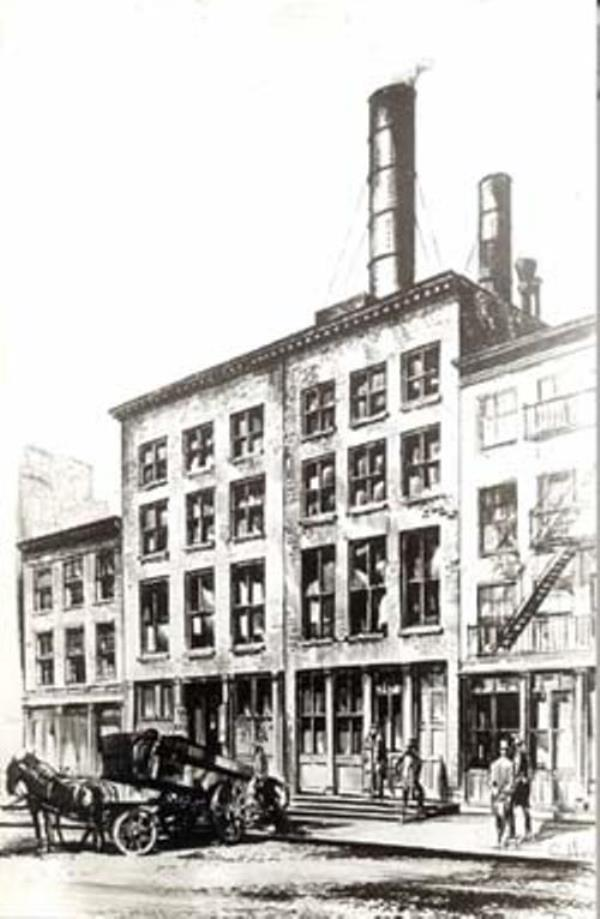
Эскиз электростанции Pearl Street Station, которая была построена компанией Edison Illuminating Company, основанной Томасом Эдисоном

12 января 1882 г. в Лондоне заработала первая в мире общественная угольная тепловая электростанция — электрическая осветительная станция Эдисона (Edison Electric Light Station), построенная по проекту американского изобретателя Томаса Эдисона, организованного Эдвардом Джонсоном. Котёл фирмы Babcock & Wilcox вырабатывал пар для работы паровой машины мощностью 125 л. с. (93 кВт), которая вращала 27-тонный электрический генератор постоянного тока. Предприятие Эдисона снабжало электричеством заказчиков, расположенных вдоль Холборнского виадука. Первоначально оно обеспечивало работу около тысячи лампочек в 16 свечей, затем их количество быстро возросло до 3000. Среди потребителей электроэнергии были такие, как церковь City Temple, здание центрального уголовного суда Олд-Бейли. Линии электропередач от электростанции к заказчикам были уложены в систему многочисленных дренажных каналов Холборнского виадука. Эдисон полагал, что лучшим решением была бы их подземная прокладка, однако это бы потребовало раскопки улиц города, и на тот момент действовало сильное лобби со стороны газовых компаний, которые держали контракты на освещение улиц. Ещё одним важным заказчиком был главпочтамт Лондона, но до него нельзя было дотянуться дренажными каналами виадука, поэтому Эдвардом Джонсоном была предложена идея — проложить кабель над Viaduct Tavern вдоль улицы Newgate. Несмотря на то, что схема электроснабжения Холборнского виадука была техническим успехом Эдисона, через 2 года электростанция закрылась, не выдержав конкуренции со стороны газовых компаний.
В сентябре 1882 г. в Нью-Йорке, на Перл-стрит Эдисоном была построена угольная электростанция Pearl Street Station для освещения электричеством Нижнего Манхэттена. Первоначально на станции были установлены шесть динамо-машин постоянного тока, которые приводились сделанными на заказ высокооборотистыми паровыми машинами Porter-Allen, вырабатывающие 175 л. с. при частоте вращения 700 об/мин. Эти машины оказались ненадёжными из-за чувствительной системы управления, поэтому они были заменены на двигатели фирмы Armington & Sims Engine Company, которые лучше годились для вращения динамо-машин Эдисона. К 1884 г. электростанция обеспечивала 508 потребителей с 10164 лампами накаливания. Электростанция работала до 1890 г., пока не была уничтожена пожаром. Единственная сохранившаяся после пожара динамо-машина сейчас экспонируется в Музее Форда, в городе Детройт, штат Мичиган, США.
В 1884 г. американский инженер и предприниматель Джордж Вестингауз начал развивать собственную систему постоянного тока для освещения частных домохозяйств, для чего нанял на работу американского физика Уильяма Стэнли младшего. В 1885 г. Вестингауз прочитал в английском техническом журнале Engineering о новых европейских системах переменного тока. Переменный ток имел преимущество перед постоянным, поскольку позволял более выгодно транспортировать электроэнергию на большие расстояния, используя повышающие и понижающие трансформаторы напряжения. Работая вместе с Николой Теслой Вестингауз развивал свою сеть переменного тока: в 1885 г. он закупил трансформатор Гауларда-Гиббса и генератор переменного тока фирмы Сименс и начал свои эксперименты в Питтсбурге. В 1886 г. Уильям Стэнли совместно с Вестингаузом установили в городе Great Barrington, штат Массачусетс линию электропередачи, которая передавала электроэнергию от генератора гидроэлектростанции с напряжением 500 В, через понижающий трансформатор в осветительную сеть 100 В, снабжающую частные компании и домохозяйства.
Изобретение в 1884 г. инженером и изобретателем англо-ирландского происхождения, Чарльзом Парсонсом паровой турбины обеспечило возможность строить более мощные и эффективные тепловые установки для тепловых электростанций. В 1892 г. паровые турбины считались наилучшей альтернативой для применения на ТЭС по сравнению с паровой машиной, поскольку обладали большей частотой вращения, были компактнее и позволяли более стабильно регулировать частоту тока при параллельной работе нескольких генераторов на общую сеть. К 1905 г. паровые турбины полностью вытеснили паровые машины на крупных тепловых электростанциях.
Изначально линии электропередачи работали на разной частоте электрического тока в зависимости от типа нагрузки. Для работы осветительной сети требовался ток более высокой частоты, для работы тяговых устройств подвижного состава железной дороги и мощных электродвигателей был предпочтительнее ток низкой частоты. После введения унификации частоты переменного тока в энергосистеме экономические показатели работы электростанций улучшились: одна электростанция, снабжающая электроэнергией крупное предприятие, могла снабжать электроэнергией пригородные электропоезда во время часа пик, а затем служить для работы осветительной сети города вечером, что увеличивало значение коэффициента использования установленной мощности и уменьшало себестоимость производства электроэнергии.
В течение первых десятилетий XX в. электростанции становились крупнее, переходили на более высокие параметры свежего пара для увеличения экономичности, происходило объединение электростанций в общую энергосистему — это приводило к повышению надёжности энергоснабжения и уменьшению стоимости электроэнергии. Применение высоковольтных линий электропередачи сделало возможным снабжение удалённых городов электроэнергией от ГЭС, которые строились на водопадах. Использование паровых турбин на ТЭС позволило увеличить установленную мощность электростанций, поскольку турбогенераторы больше не были ограничены максимально возможной мощностью ремённой передачи или частотой вращения относительно тихоходных паровых двигателей. Первенство в строительстве центральных электростанций тех лет связывают с именами Джорджа Вестингауза и Сэмюэла Инсулла в США, Себастиана Ферранти и Чарльза Хестермана Мерца в Великобритании и многих других.

## Классификация
Большинство электростанций, будь то гидроэлектростанции, тепловые (АЭС, ТЭС и прочие) или ветроэлектростанции, используют для своей работы энергию вращения вала генератора.

### В зависимости от источника энергии (в частности, вида топлива)
- Атомные электростанции (АЭС)
  - Станции реакции деления
  - Станции реакции синтеза (ещё не существуют)
- Электростанции, работающие на органическом топливе (тепловые электростанции (ТЭС) в узком смысле)
  - Газовые электростанции
    - Электростанции на природном газе
    - Электростанции на рудничном, болотном газах, биогазе, лэндфилл газе

  - Жидкотопливные электростанции
    - Электростанции дизельные
    - Электростанции бензиновые

  - Твердотопливные электростанции
    - Угольные электростанции
    - Торфяные электростанции (подсветка факела основного топлива газом или жидким топливом, являющимся также резервным топливом)
- Гидроэлектрические станции (ГЭС)
  - Русловые гидроэлектростанции
  - Приплотинные гидроэлектростанции
  - Деривационные гидроэлектростанции
  - Гидроаккумулирующие электростанции
  - Приливные электростанции
  - Электростанции на морских течениях
  - Волновые электростанции[16]
  - Осмотические электростанции (электростанция, использующая для выработки электричества явление осмоса)
- Ветроэлектростанции (ВЭС)
- Геотермальные электростанции
- Солнечные электростанции (СЭС)
  - Электростанции на солнечных элементах
  - Гелиостанции (с паровым котлом)
  - Химические электростанции

### В зависимости от типа силовой установки
- Электростанции с тепловой установкой (тепловые электростанции (ТЭС) в широком смысле)
  - Котлотурбинные электростанции
    - Конденсационные электростанции (КЭС, ГРЭС)
    - Теплоэлектроцентрали (ТЭЦ) — теплофикационные электростанции

  - Газотурбинные электростанции
  - Мини-ТЭЦ
  - Газопоршневые электростанции
  - Электростанции дизельные
  - Электростанции бензиновые
  - Электростанции на базе парогазовых установок
  - Комбинированного цикла
- Электростанции с простым машинным генератором
  - Электростанции с гидротурбиной
  - Электростанции с ветродвигателем
- Электростанции с магнитогидродинамическим генератором
- Электростанции на солнечных элементах
- Электрохимические электростанции (ЭЭС) на основе топливных элементов

### В зависимости от мобильности

#### Мобильные
Мобильные электростанции по способу передвижения (перемещения) делятся на:
- Автомобильные
  - Самоходные
  - Прицепные
- Железнодорожные
  - Вагон-электростанция
  - Поезд-электростанция
- Плавучие
  - Баржа-электростанция
  - Судно-электростанция
- Универсальные
  - Контейнерная электростанция
  - Модульная электростанция

### В зависимости от степени применения

#### Перспективные (пока не применяемые)
- Станции реакции синтеза

#### Экзотические (редко применяемые)
- Ветроэлектростанции (ВЭС)
- Геотермальные электростанции
- Солнечная энергетика
  - Электростанции на солнечных элементах
  - Гелиостанции
- Электростанции на биомассе
- Электрохимические электростанции (ЭЭС) на основе топливных элементов
- Электростанции с магнитогидродинамическим генератором
- Электростанции на рудничном, болотном газах, биогазе, лэндфилл газе
- Электростанции на морских течениях
- Волновые электростанции
- Осмотические электростанции (способные вырабатывать энергию путём смешивания пресной и солёной воды).

#### Широко применяемые

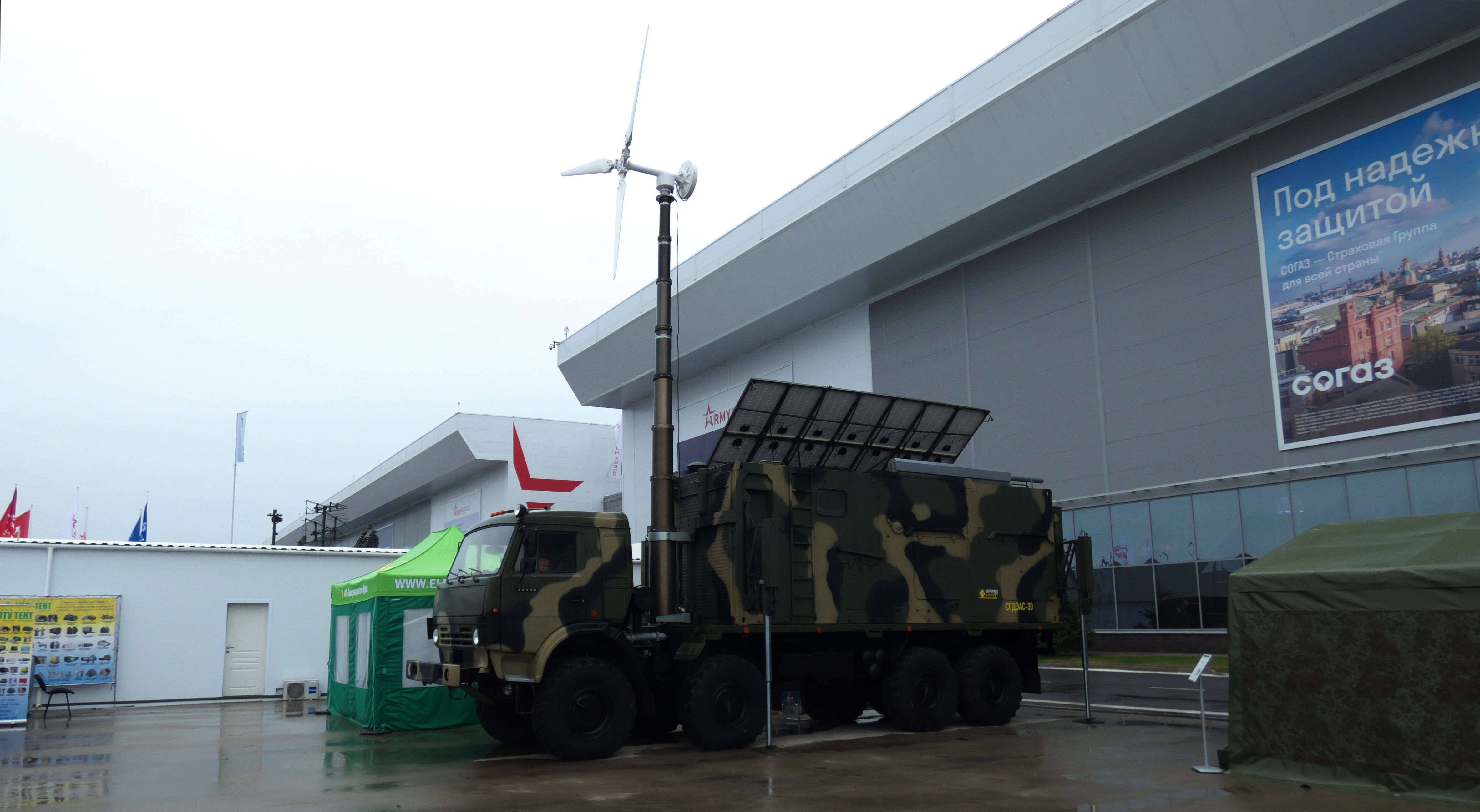
Мобильная гибридная электростанция СГДЭАС-30 на выставке «Армия-2022»

- Автономные электростанции
- Все остальные

## Примечательные факты
- Самая крупная существующая электростанция — Санься, Итайпу
- Самая крупная существующая атомная электростанция — Касивадзаки-Карива
- Самая крупная проектируемая электростанция в России — Эвенкийская ГЭС